# Cầu Rama III
Cầu Rama III (tiếng Thái: สะพานพระราม 3, RTGS: Saphan Phra Ram Sam, phát âm [sā.pʰāːn pʰráʔ rāːm sǎːm]), còn được gọi là cầu Krungthep mới, là một cây cầu bắc qua sông Chao Phraya tại Bangkok, Thái Lan. Cầu hoàn thành vào năm 1999 và được thiết kế để giảm bớt tắc nghẽn giao thông tại nút giao Cầu Krungthep. Cây cầu được đặt theo tên vị vua Nangklao.